# Hàng không năm 1919
Đây là danh sách các sự kiện hàng không nổi bật xảy ra trong năm 1919:

## Các sự kiện
- Hãng hàng không Avianca bắt đầu hoạt động.
- Raymond Orteig đưa ra Giải thưởng Orteig cho người đầu tiên bay không dừng xuyên Đại Tây Dường giữa New York và Paris.

### Tháng 1
- 8 tháng 1 - Hàng không dân dụng được bắt đầu lại ở Đức
- 10 tháng 1 - Những chiếc Airco DH.4 thuộc Phi đội liên lạc số 2 RAF được cải tạo thành máy bay vận chuyển hành khách và bưu phẩm giữa London và Paris, được sự ủng hộ của Hội nghị Hòa bình Versailles
- 16 tháng 1 - Thiếu tá A.S.C. MacLaren và đại úy Robert Halley hạ cánh xuống Delhi, hoàn thành chuyến bay đầu tiên Anh-Ấn Độ, trên một chiếc Handley Page V/1500
- 19 tháng 1 - Jules Védrines giành được giải thưởng FF25.000 vì đã hạ cánh một máy bay (một chiếc Caudron G-3) trên nóc một bách hóa ở Paris. Védrines bị thương và máy bay của anh ta hư hại bên ngoài ở bộ phận hạ cánh vì đã hạ cánh xuống nóc nhà có kích thước 28 m x 12 m (92 ft x 40 ft).

### Tháng 2
- 8 tháng 2 - Henry Farman mang 11 hành khách trên chiếc F.60 Goliath của anh ta từ Paris đến London, đây là chuyến bay thương mại đầu tiên giữa 2 thành phố.

### Tháng 3
- 1 tháng 3 - Công ty hàng không Đức Deutsche Luft-Reederei (DLR) bắt đầu các chuyến bay đến Hamburg.
  - Dịch vụ vận chuyển bưu phẩm được bắt đầu thực hiện ở Folkestone và Köln
- 3 tháng 3 - Các bưu phẩm quốc tế được vận chuyển đầu tiên ở Mỹ giữa Seattle và Victoria, British Columbia bởi William Boeing trên một chiếc Boeing CL-4S.
- 24 tháng 3 - Igor Sikorsky bay từ Châu Âu đến Hoa Kỳ

### Tháng 4
- 18 tháng 4 - CMA (Compagnie des Messageries Aériennes) bắt đầu vận chuyển bưu phẩm và hàng hóa giữa Paris và Lille, sử dụng những máy bay quân sự cũ Breguet 14.
- 23 tháng 4 - North Sea Aerial Navigation Company bắt đầu vận chuyển hành khách giữa Leeds và Hounslow trên những chiếc máy bay quân sự cũ Blackburn Kangaroo.

### Tháng 5
- Một chiếc Fairey IIIC thủy phi cơ được sử dụng để vận chuyển báo chí, mang tờ Evening Times đến các thị trấn dọc theo bờ biển Kent.
- 8 tháng 5 - Một chiếc thủy phi cơ của Hải quân Hoa Kỳ, chiếc NC-4, phi công là Elmer F. Stone thuộc lực lượng bảo vệ bờ biển bắt đầu một chuyến bay xuyên Đại Tây Dương, bay từ Long Island, New York đến Lisbon, Bồ Đào Nha. Nó mất 19 ngày để đến châu Âu vào ngày 28 tháng 5.
- 18 tháng 5 - Harry Hawker và Kenneth Mackenzie-Grieve cố gắng thực hiện chuyến bay xuyên Đại Tây Dương không dừng, nhưng họ chỉ bay được 2.253 km (1.400 miles) sau khi rời Newfoundland. Tờ báo London là Daily Mail đã trao tặng họ một giải thưởng 5.000 bảng cho những nỗ lực của họ.

### Tháng 6
- 1 tháng 6 - Các chuyến bay thường xuyên của máy bay được đặt ở San Diego để bay cảnh báo cháy rừng. Những chiếc máy bay cho công việc này là loại Curtiss JN-4.
- 12 tháng 6 - Raymonde de Laroche phá vỡ kỷ lục độ cao cũ do phụ nữ lập, khi cô bay lên đến độ cao of 5.150 m (16.896 ft).
- 14 tháng 6 - Đại úy John Alcock và trung úy Arthur Whitten Brown thực hiện thành công chuyến bay xuyên Đại Tây Dương không dừng, họ bay trên chiếc Vickers Vimy từ Newfoundland đến Ireland trong 16 giờ. Họ đã giành được 10.000 bảng từ tờ báo Daily Mail và cả hai đều được phong tước hiệp sĩ.
- 23 tháng 6 - 6 khí cầu Zeppelin (LZ 46, LZ 79, LZ 91, LZ103, LZ 110, và LZ 111) bị phá hủy tại Nordholz bởi những thủy thủ đoàn, để ngăn cho nó khỏi rơi vào tay quân Đồng minh.

### Tháng 7
- 1 tháng 7 - Sân bay đầu tiên của London được mở của, tại Hounslow Heath. Gồm có một hội trường làm các thủ tục hải quan.
- 2 tháng 7 - Khí cầu điều khiển R 34 hoàn thành chuyến bay xuyên Đại Tây Dương đầu tiên của một khí cầu và là chuyến bay đầu tiên từ Đông sang Tây của Đại Tây Dương, họ rời East Fortune, Scotland, và đến New York vào ngày 6 tháng 7. Đây còn là hành trình thành công thứ 2 khi nó quay trở lại Vương quốc Anh vào 13 tháng 7.
- 14 tháng 7 - Một chiếc Fiat BR thực hiện chuyến bay trực tiếp từ Roma đến Paris.
- 21 tháng 7 - Anthony Fokker thành lập Dutch Aircraft Factory tại Schiphol.

### Tháng 8
- 7 tháng 8 - Đại úy Ernest Hoy thực hiện chuyến bay đầu tiên qua Núi Rocky, từ Vancouver đến Calgary.
- 25 tháng 8 - Các chuyến bay quốc tế hàng ngày bắt đầu được thực hiện, với công ty Aircraft Transport and Travel, bay bằng loại máy bay de Havilland DH.16 giữa London và le Bourget.

### Tháng 9
- 24 tháng 9 - Cuộc đua tranh Cúp Schneider được diễn ra ở Bournemouth, Vương quốc Anh. Một chiếc máy bay Italia Savoia S.13 đã về nhất, nhưng nó bị tuyên bố không giành được chiến thắng vè đã thiếu mất phao quay. Khi quan tòa hỏi phi công Guido Janello, làm thế nào để hoàn thành các vòng đua khác, ông ta đã chạy khỏi phiên tòa.
- 30 tháng 9 - British Aerial Transport Company bắt đầu các chuyến bay nội địa giữa London và Birmingham trên một chiếc Koolhoven FK.26.

### Tháng 10
- 7 tháng 10 - KLM được thành lập.
- 8 tháng 10 - Cục không quân Quân đội Hoa Kỳ bắt đầu một cuộc đua xuyên lục địa. Đại úy Belvin Maynard đã chiến thắng vào 31 tháng 10, 7 phi công đã chết khi cố gắng tham gia cuộc đua.
- 11 tháng 10 - Handley Page Transport bắt đầu thực hiện dịch vụ phục vụ ăn uống trên máy bay, trên tuyến đường bay London-Brussels. Các suất ăn có giá 3s.
- 13 tháng 10 - Hiệp định liên kết Quy đinh Hàng không được ký tại Paris.

### Tháng 11
- 12 tháng 11 - Keith và Ross Smith bay trên một chiếc Vickers Vimy, G-EAOU, từ Anh đến Australia, đây là chuyến bay đầu tiên giữa 2 nước. Họ đến Darwin vào 18 tháng 12.
- 14 tháng 11 - American Railway Express Company thuê một chiếc Handley Page V/1500 để mang 454 kg (1.000 lb) bưu kiện từ New York đến Chicago, nhưng cố gắng đã thất bại do các vấn đề về máy móc.
- 16 tháng 11 - Đại úy Henry Wrigley và trung úy Arthur Murphy thực hiện chuyến bay xuyên Australia đầu tiên, bay trên một chiếc Royal Aircraft Factory BE.2e từ Melbourne đến Darwin, mất 46 giờ.

### Tháng 12
- 5 tháng 12 - Hãng hàng không Avianca được thành lập với tên gọi Sociedad Colombo-Alemana de Transporte Aéreo ở Barranquilla.
- D18 tháng 12 - Ngài John Alcock chết trong một va chạm tại Rouen.

## Chuyến bay đầu tiên
- Savoia S.16 thủy phi cơ
- Armstrong Whitworth Siskin
- Aero A.10

### Tháng 2
- 21 tháng 2 - Thomas Morse MB-3, máy bay chiến đấu đầu tiên được chế tạo ở Mỹ

### Tháng 4
- Công ty vận tải thương mại hàng không Anh F.K.26 - công ty đầu tiên được thành lập với mục đích sử dụng máy bay dân dụng loại lớn

### Tháng 5
- 10 tháng 5 - Avro Baby

### Tháng 6
- 25 tháng 6 - Junkers F.13

### Tháng 12
- 27 tháng 12 - Boeing model 6, thiết kế thương đầu tiên của Boeing